# Corusichthys
Corusichthys es un género extinto de peces actinopterigios prehistóricos. Fue descrito por Taverne & Capasso en 2014.
Vivió en el Líbano.